# Parque nacional de Zah Soo
El Parque nacional de Zah Soo es un parque nacional creado el 15 de marzo de 2022 con una extensión de 815 kilómetros cuadrados. Se encuentra en el sudoeste de Chad, cerca de Camerún, en una zona de transición entre los entornos sudanés y saheliano. Se trata de un proyecto para convertir el núcleo de la Reserva de fauna de Binder-Leré y su periferia norte y sudeste en una zona íntegramente protegida que formaría parte del Complejo de Áreas Protegidas Binder-Léré (CAPBL), con un total de 1715 km2 y el objetivo de restaurar la biodiversidad perdida.

## Historia
En 1974 se crea la reserva de fauna de Binder-Léré, de 135.000 hectáreas. En 2002 se designa la zona sitio Ramsar con la misma extensión, 1350 km2. En 2006, se reintroducen los elefantes en la reserva. En 2013, aparecen 93 elefantes muertos. En 2018, 19 elefantes son asesinados por cazadores furtivos. En 2019, el último caso con 7 elefantes abatidos. En el periodo siguiente se establece un plan de intervención prioritaria de la ONG Noé y el Gobierno, conjuntamente. En 2021 se llega a un acuerdo sobre la gestión del parque, y en marzo de 2022, se crea una zona íntegramente protegida uniendo la zona núcleo de la reservas con la periferia norte, sur y este, y se declara parque nacional la zona nordeste. Desde la creación de la reserva en 1974, la agricultura y la ganadería habían ido avanzando hasta ocupar el 60 % del territorio, con la desaparición de especies emblemáticas como el león, el alcélafo, el damalisco, etc., así como otras estaban en peligro de desaparición, como la jirafa, el búfalo, etc. También está en peligro el ecosistema sudano-saheliano, cuyo papel es esencial para las comunidades locales, sobre todo frente al cambio climático.

## Objetivos del parque
En julio de 2021, el Gobierno de Chad firma un acuerdo con la ONG Noé de 15 años para la gestión del Complejo de áreas protegidas de Binder-Léré, con el objetivo de restaurar la biodiversidad y convertir el Parque nacional de Zah Soo en una isla de abundancia faunística y de integridad ecológica, y convertir la reserva de Binder-Leré en un polo de economía verde en beneficio de las comunidades locales.
Para realizar las operaciones de salvaguarda y restauración del parque se establecen 6 pilares: conservación de la biodiversidad (seguimiento, investigación, incluso por especie); protección y seguridad (lucha contra la caza furtiva y supervivencia); desarrollo comunitario (implicación en la gestión); gestión y gobernanza (patronazgo, recursos humanos, financiación, comunicación); infraestructuras y logística (inversiones y funcionamiento), y mecanismos de financiación (generación de ingresos y captación de fondos).

## Características
El ecosistema sudano-saheliano se caracteriza por un gradiente de ecosistemas que van desde la sabana sudanesa, al norte, a los bosques, primero de galería, con herbazales perennes, y luego de sabana arbolada, al sur, más un complejo hidrográfico importante con llanuras aluviales en el cauce del río Mayo Kebbi, afluente del Benue, que discurre de este a oeste y da lugar a los lagos Leré y Trené, que sirven de zona de desove y vivero de numerosos peces.

#### Hidrografía

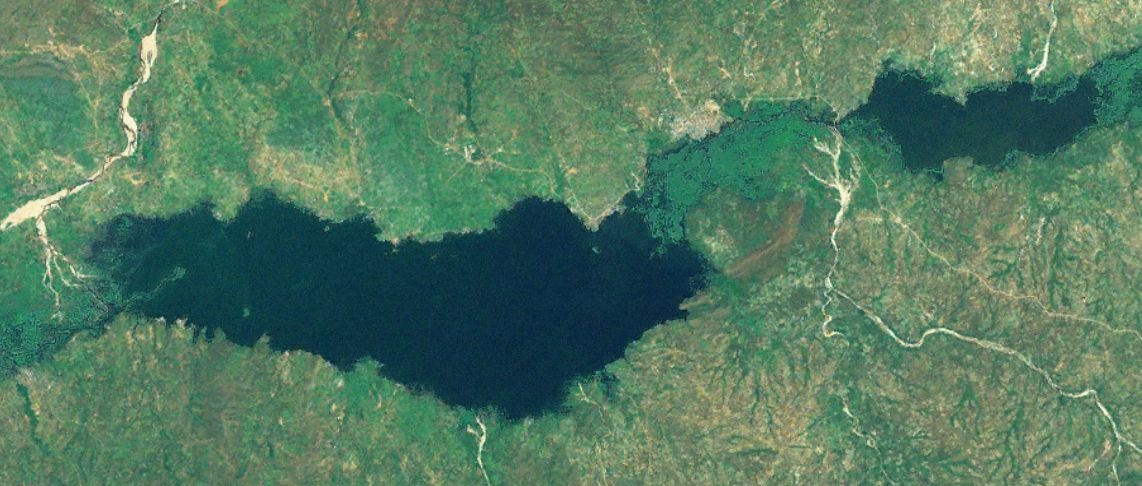
Lagos de Lere, el más grande, y de Trené, de 6 km de laego por 2 km de ancho, al este.

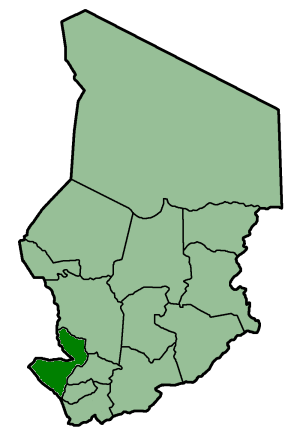
Región de Mayo-Kebbi en Chad, donde se encuentran el parque nacional, al este, y la reserva de Binder-Leré.

El río Mayo Kebbi nace en Chad, fluye hacia el sur cruzando una parte de Camerún después de compartir una zona inundable con el río Logone, y cuando vuelve a Chad forma el lago Fianga, poco definido; luego sigue hacia el oeste hasta el río Benue, afluente del Níger, no sin antes formar los lagos de Trené y Leré. Da nombre a la prefectura de Mayo-Kébbi y cruza todo el parque nacional. Los lagos forman parte de la reserva pero están al este del parque nacional, formando parte del Complejo de áreas protegidas de Binder-Leré.
Antes de los lagos, el Kebbi recibe a los ríos Mayo Lade por el norte y Mayo Dala por el sur, a la izquierda del río, La palabra mayo en fulani significa río o arroyo. Y más arriba aun se encuentran las cascadas Gauthiot, con una pendiente de 45 metros, convertidas en un atractivo turístico de Chad. Se encuentran ubicados en la latitud 09° 43' Norte y Longitud 14° 34' Este. El cauce tan grande del río Kebbi indica que en el pasado pudo haber sido causado porque el lago Chad vertía en esta dirección, lo cual parece justificarse por la presencia de manatíes, procedentes de un tiempo en que la cuenca del Chad se conectaba directamente con el océano Atlántico.

#### Especies clave y riesgos
En peligro crítico de extinción en el parque nacional se encuentran la jirafa de Kordofán, de la que se vieron cinco antes de 2022, el buitre dorsiblanco africano, el alimoche sombrío, el buitre moteado y el buitre cabeciblanco. En peligro, el elefante africano de sabana, de los cuales hay una decena, el secretario (un ave cazadora semiterrestre que caza culebras), el buitre orejudo y el alimoche común. Y vulnerables, la gacela de frente roja, el cálao terrestre norteño, el hipopótamo, el manatí africano y el leopardo.
Un estudio ha mostrado que los elefantes se refugian en los bosques de galería que permanecen en las orillas del río Kebbi en la época seca, y que se mueven hacia el norte en época de lluvias. Los machos solitarios crean conflictos al destruir las zonas cultivadas colindantes a las aldeas. Los manatíes viven en los dos lagos, el Leré y el Trené. En 2002 había una treintena, afectados por la pesca y el tráfico de aceite de manatí.
Desde 2019, los elefantes viven un periodo de calma gracias a la presencia de guardas que evitan el tráfico de marfil. La ganadería y la trashumancia  ejercen una fuerte presión sobre el parque. En 2022, se contaron 23 500 cabezas de ganado, y la mitad de la reserva original de 1370 km2 se ha destinado a la agricultura, dejando solo los 815 km2 del parque nacional. En la zona se hablan 8 lenguas.

#### Desarrollo de las comunidades
Para estimular el desarrollo comunitario, se crea el Département Développement Communautaire (Departamento de desarrollo comunitario), con el compromiso de las comunidades, por un lado, y la gestión del pastoreo, por el otro. En 2022, se ponen en marcha acciones de concertación con 4 facilitadores cuya misión es sensibilizar el máximo número de personas posibles, en este caso, 4322 individuos, de los cuales 2662 son mujeres. El trabajo se realiza con la ayuda de la principal radio comunitaria del territorio, la Voix de ZahSoo (RVZ), que emite en las ocho lenguas locales.
Para sensibilizar a los jóvenes se crea un torneo de fútbol. Para mejorar la gestión de la madera, se reparten 160 fogones mejorados (foyers améliorés) u hogares mejorados, una especie de vasija para cocinar con un agujero en su parte inferior que debería servir para gastar menos leña. Para mejorar la gestión del pastoreo, se crea un marco de diálogo con los jefes tradicionales, los ganaderos y los propietarios, y se realiza un plano de las zonas de pastoreo, los lugares de venta y los mercados, así como las rutas de trashumancia, con el fin de identificar las soluciones de sostenibilidad a largo plazo. El plan reorientar las zonas de trashumancia para alejar las amenazas del parque.
En cuanto a infraestructuras, se aumenta la capacidad de la base de Binder, una subprefectura de la región de Mayo-Kebbi Oeste con paneles solares, agua corriente, sala de control, etc. Se abren 40 km de pistas en el interior del parque. Se compran 3 todoterrenos, 15 motos, un bulldozer, un tractor, un camión grúa y se mejora el equipamiento de los guardas. La financiación procede de la Agence Française de Développement (AFD) y la Unión Europea.